# Zhe Cui
Dans ce nom chinois, le nom de famille, Zhe, précède le nom personnel Cui.
Pour les articles homonymes, voir Zhe.
Zhe Cui (en chinois : 崔哲), née le 1er décembre 1986 à Heze (Shandong), est une haltérophile handisport chinoise concourant en -45 kg. Elle est quadruple médaillée d'argent paralympique (2008, 2012, 2016, 2020) et possède un titre mondial (2021).

## Carrière
Elle est victime de la poliomyélite à l'âge de deux ans et perd l'usage de ses jambes. Son histoire est l'une de celles racontées dans le documentaire Comme des phénix : L'esprit paralympique.
Pour ses premiers Jeux en 2008, elle remporte la médaille d'argent en -40 kg derrière l'Ukrainienne Lidiia Soloviova, métal qu'elle conserve lors des Jeux de 2012 derrière la Turque Nazmiye Muslu. En 2016, pour ses troisième Jeux, Zhe Cui remporte une nouvelle fois la médaille d'argent, en -41 kg. Aux Jeux paralympiques d'été de 2020, elle rafle une quatrième fois l'argent derrière la nigériane Latifat Tijani.
Elle détient également un troisième titre mondial obtenu lors des Mondiaux 2021 à Tbilissi.